# サウジアラビアグランプリ
サウジアラビアグランプリ (英語: Saudi Arabian Grand Prix, ) は、2021年に初開催されたフォーミュラ1（F1）世界選手権レース。レースはシンガポールグランプリに次いで2レース目の完全ナイターで行われる。

## 概要
サウジアラビアグランプリは2019年に計画が開始。2020年、2021年シーズンからジェッダ・コーニッシュ・サーキットで開催が決定した。
2021年は終盤戦に設定され、翌2022年からはシーズン序盤に開催されている。
2027年にはキディヤの常設サーキットで開催が計画されている。
2024年はイスラム教の断食月であるラマダーンが開催週の日曜日（3月10日）の夕方に始まることから、それまでにチームスタッフ全員を帰国させる必要があるため、前週に開催されるバーレーングランプリとともに決勝が土曜日となる。2025年もラマダーンが3月のほぼ1ヶ月間に実施されるため、バーレーンGPとともに通常より1ヶ月遅れの開催に変わった。

## 過去のレース結果
| 年    | 決勝日   | ラウンド | サーキット | 勝者                       | コンストラクター        | 結果 |
| ----- | -------- | -------- | ---------- | -------------------------- | ----------------------- | ---- |
| 2021  | 12月05日 | 21       | ジェッダ   | ルイス・ハミルトン         | メルセデス              | 詳細 |
| 2022  | 03月27日 | 2        | ジェッダ   | マックス・フェルスタッペン | レッドブル-RBPT         | 詳細 |
| 2023  | 03月19日 | 2        | ジェッダ   | セルジオ・ペレス           | レッドブル-ホンダ・RBPT | 詳細 |
| 2024  | 03月09日 | 2        | ジェッダ   | マックス・フェルスタッペン | レッドブル-ホンダ・RBPT | 詳細 |
| 2025  | 04月20日 | 5        | ジェッダ   | オスカー・ピアストリ       | マクラーレン-メルセデス | 詳細 |
| 出典: |          |          |            |                            |                         |      |

## 優勝回数

### ドライバー
| 回数  | ドライバー                 | 優勝年     |
| ----- | -------------------------- | ---------- |
| 2     | マックス・フェルスタッペン | 2022, 2024 |
| 1     | ルイス・ハミルトン         | 2021       |
| 1     | セルジオ・ペレス           | 2023       |
| 1     | オスカー・ピアストリ       | 2025       |
| 出典: |                            |            |

- 太字は2025年のF1世界選手権に参戦中のドライバー。

### コンストラクター
| 回数  | コンストラクター | 優勝年           |
| ----- | ---------------- | ---------------- |
| 3     | レッドブル       | 2022, 2023, 2024 |
| 1     | メルセデス       | 2021             |
| 1     | マクラーレン     | 2025             |
| 出典: |                  |                  |

- 太字は2025年のF1世界選手権に参戦中のコンストラクター。

### エンジン
| 回数  | メーカー     | 優勝年     |
| ----- | ------------ | ---------- |
| 2     | ホンダ・RBPT | 2023, 2024 |
| 2     | メルセデス   | 2021, 2025 |
| 1     | RBPT         | 2022       |
| 出典: |              |            |

- 太字は2025年のF1世界選手権に参戦中のメーカー。

1. 1 2  ホンダ・レーシング(HRC)が製造。